# Ghostdancing
Ghostdancing is een nummer van de Schotse band Simple Minds Het is de vierde en laatste single van hun zevende studioalbum Once Upon a Time uit 1986. Op 3 november dat jaar werd het nummer op single uitgebracht.

## Achtergrond
De band bracht het nummer voor het eerst ten gehore op zaterdag 13 juli 1985 tijdens hun optreden op Live Aid. Een kleine anderhalf jaar later brachten ze het uit op single. De plaat werd een hit op de Britse eilanden, in Italië en het Nederlandse taalgebied. In het Verenigd Koninkrijk bereikte de plaat de 13e positie in de UK Singles Chart. In Ierland werd de 3e positie bereikt, Italië de 46e en in Australië de 73e positie.
In Nederland was de plaat op vrijdag 14 november 1986 Veronica Alarmschijf op Radio 3 en werd een radiohit in de destijds twee hitlijsten op de nationale publieke popzender. De plaat bereikte de 20e positie in de Nederlandse Top 40 en piekte op een 18e positie in de Nationale Hitparade. In de Europese hitlijst op Radio 3, de TROS Europarade, werd de 19e positie bereikt.
In België bereikte de plaat de 11e positie in de voorloper van de Vlaamse Ultratop 50 en de 9e positie in de Vlaamse Radio 2 Top 30. In Wallonië werd géén notering behaald.